# Эгмонт (трагедия)
Эгмонт — пьеса (трагедия) Иоганна Гёте, издана в 1788 году. Пьеса дает художественную трактовку событиям в Испанских Нидерландах, предшествовавшим Нидерландской революции.
Драма относится к классическому периоду у Гёте и связана с эстетической системой «бури и натиска». Работа над пьесой продолжалась более десяти лет. Классик русской драматургии А. Н. Островский считал эту пьесу знаменитой и выражал сожаление о том, что по цензурным соображениям она не была в своё время допущена на сцену.
«Эгмонт» с большим успехом шёл на сцене Малого театра с 1888 года, в главных ролях играли Южин и Ермолова.

## Исторические события
В 1559 году испанский военачальник граф Ламораль Эгмонт был назначен штатгальтером Фландрии и Артуа. В 1563 году вместе с Вильгельмом Оранским он протестовал против разгула инквизиции в Нидерландах, а в 1565 году Эгмонт возглавил делегацию фландрского дворянства, просившую милости при испанском дворе. Будучи католиком и врагом иконоборцев, устроивших беспорядки в августе-октябре 1566 года, Эгмонт оставался сторонником короля Филиппа и католической церкви в борьбе с протестантами и восстаниями черни. Эгмонт рассчитывал на здравый смысл Филиппа, надеясь, что тот остановит разорение Нидерландов испанцами. В 1567 году прибывший в Брюссель и возглавивший «Кровавый совет» герцог Альба, которому Филипп поручил подавление ереси, вызвал Эгмонта и других знатных лиц якобы для совещания и арестовал их. В июне 1568 году, после победы, одержанной восставшими под командованием Людвига Оранского, Эгмонт и другие дворяне были публично обезглавлены на брюссельской Гранд-плас. Казнь спровоцировала восстание, переросшее в первый этап Нидерландской революции.

## Главные герои
- Граф Эгмонт
- Клерхен
- Мать Клерхен
- Бракенбург
- Принц Оранский
- Фердинанд, сын герцога Альба

## Сюжет
Клерхен — молодая девушка, которая с детства любит Эгмонта, живёт с матерью. Их часто навещает Бракенбург — молодой человек, который беззаветно и безответно любит Клерхен. Мать Клерхен считает, что дочь должна выйти замуж за Бракенбурга, ей не нравятся отношения Клерхен и Эгмонта. Бракенбург — человек среднего достатка, добропорядочный бюргер, а Эгмонт — граф, полководец и любимый народом наместник. Однако у графа есть свои проблемы. Время тогда было мятежное, скоро со своими войсками должен был прибыть новый, кровожадный, наместник короля — герцог Альба. Об этом предупреждает Эгмонта принц Оранский. Он предлагает уехать в свою провинцию, однако Эгмонт отказывается. Предупреждение Оранского сбывается, и Альба арестовывает слишком независимого и заботящегося о народе графа, и приговаривает его к казни. Клерхен пытается собрать народ, но горожане не готовы бунтовать. Бракенбург приводит Клерхен к себе домой, и она решает, что если Эгмонту уже ничем нельзя помочь, то она выпьет яд и умрет вместе с ним. Тем временем к Эгмонту приходит Фердинанд, который признаётся, что считал его своим героем, но уже никак не может ему помочь. Эгмонт видит сон, в котором Клерхен увенчивает его лавровым венком победителя, и наутро выходит на казнь.

## Образ Эгмонта
Гетевский Эгмонт соединяет исторический образ с художественным вымыслом, он мужествен и обаятелен, как и реальный Эгмонт. Но в отличие от сорокашестилетнего женатого отца одиннадцати детей, часто шедшего на компромисс с испанскими властями, персонаж трагедии — моложавый свободомыслящий и независимый герой-любовник. Ламораль Эгмонт оставался в Брюсселе, чтобы наладить отношения с наместником Альбой, гетевский Эгмонт остаётся, чтобы примкнуть к народу, частью которого является Клерхен и частью которого хочет быть он сам. Тема единства с народом звучит в финальном монологе, согласно требованию Гёте исполняемом под музыку.
По сравнению с заглавным героем драмы «Гёц фон Берлихинген», умеющим драться и ненавидеть, борцом за лучшую действительность, рыцарем Гёцем, Эгмонт выглядит живущим настоящим мгновением, не желающим активно сражаться с судьбой. В образе Эгмонта, несмотря на тему Свободы, как божества, и тему борьбы за национальную независимость, беспечный любовник заслоняет борца и политика. В этой эволюции образа борца у Гёте критики видели отражение изменения настроений немецкой буржуазии, переход от боевитого настроя эпохи Просвещения к более «умиротворенному» классицизму.

## Музыка
В последнем акте, как фон для финального монолога и видения богини Свободы Гёте использовал оркестр. При жизни Гёте это вызывало резкую критику, но такой приём был повторен и другими (Шиллер), а затем был развит Вагнером до нового жанра музыкальных драм.
Бетховен в 1810 году написал музыку к венской постановке «Эгмонта»: увертюру, четыре антракта, две песни Клерхен, эпизод «Смерть Клерхен», мелодраму (монолог Эгмонта) и «Победную симфонию» к финалу трагедии.

### Тексты
- Эгмонт — пьеса в переводе Ю. Верховского
- Эгмонт — пьеса в переводе Н. Ман